# AN/BQQ-6

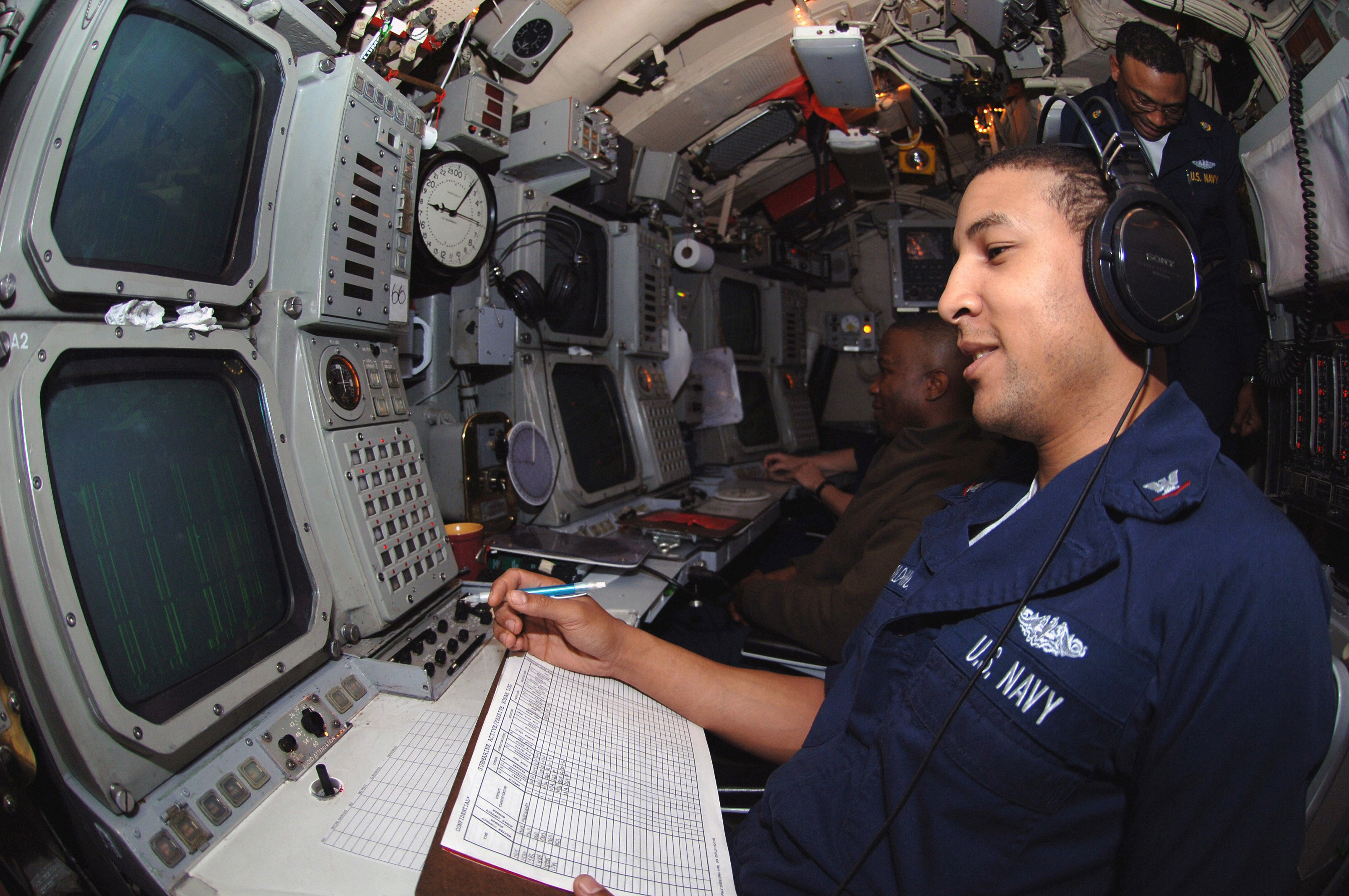
Pomieszczenie kontroli systemu sonarowego na USS "Florida" (SSGN-728)

AN/BQQ-6 – zaawansowany pasywno-aktywny system sonarowy opracowany dla amerykańskich okrętów podwodnych typu Ohio, część zintegrowanego systemu zarządzania, kontroli, komunikacji oraz obrony okrętów w systemie rakietowym Trident. AN/BQQ-6 łączy w sobie pasywne elementy sonarów AN/BQQ-5 oraz AN/BQS-13, posiada też wiele identycznych do zastosowanych w nich części. Podstawowym elementem sonaru jest zintegrowany cyfrowy system składający się ze sferycznej anteny złożonej z 944 elementów działających w zakresie częstotliwości 0,5  – 5 kHz, dwóch pasywnych anten bocznych zawierających 100 przetworników oraz sensorów anteny holowanej TB-23, a także odbiornik emisji wysokiej częstotliwości sonaru aktywnego i aktywny sonar krótkiego zasięgu. W trybie pasywnym AN/BQQ-6 jest systemem identycznym jak stosowany w okrętach typu 688 układ AN/BQQ-5. Wyposażenie dodatkowe BQQ-6 obejmuje urządzenia służące komunikacji podwodnej, badaniu otaczającego środowiska, zapisu magnetycznego oraz akustyczne urządzenia do użytku w sytuacjach awaryjnych. Pozostałe dane techniczne systemu są tajne.
System sonarowy BQQ-6 jest zintegrowany z torpedowym systemem kontroli ognia. Aktualnie, opracowywany jest system AN/BQQ-5E, który przeznaczony jest do zastąpienia systemu BQQ-6. Producentami AN/BQQ-6 są Lockheed Martin Federal Systems w Manassas w stanie Wirginia oraz Lockheed Martin w Syracuse w stanie Nowy Jork